# Eparchia di Thuckalay
L'eparchia di Thuckalay (in latino Eparchia Thuckalayensis) è una sede della Chiesa cattolica siro-malabarese in India, suffraganea dell'arcieparchia di Changanacherry. Nel 2022 contava 30.799 battezzati su 2.110.000 abitanti. È retta dall'eparca George Rajendran Kuttinadar, S.D.B.

## Territorio
L'eparchia comprende i distretti di Kanyakumari, Tirunelveli, Thoothukudi, Ramanathapuram, Virudhunagar, Sivaganga, Theni, Madurai e Tenkasi nella parte meridionale dello stato indiano del Tamil Nadu.
Sede eparchiale è la città di Thuckalay. A Padanthalumoodu, nel distretto di Kanyakumari, si trova la pro-cattedrale del Sacro Cuore.
Il territorio è suddiviso in 57 parrocchie.

## Storia
L'eparchia è stata eretta l'11 novembre 1996 con la bolla Apud Indorum gentes di papa Giovanni Paolo II, ricavandone il territorio dall'arcieparchia di Changanacherry.
Il 9 ottobre 2017 l'eparchia ha esteso il suo territorio comprendendo altri 7 distretti del Tamil Nadu.

## Cronotassi dei vescovi
Si omettono i periodi di sede vacante non superiori ai 2 anni o non storicamente accertati.
- George Alencherry (11 novembre 1996 - 25 maggio 2011 confermato arcivescovo maggiore di Ernakulam-Angamaly)
- George Rajendran Kuttinadar, S.D.B., dal 24 agosto 2012

## Statistiche
L'eparchia nel 2022 su una popolazione di 2.110.000 persone contava 30.799 battezzati, corrispondenti all'1,5% del totale.
| anno | popolazione | popolazione | popolazione | presbiteri | presbiteri | presbiteri | presbiteri                | diaconi | religiosi | religiosi | parrocchie |
| anno | battezzati  | totale      | %           | numero     | secolari   | regolari   | battezzati per presbitero | diaconi | uomini    | donne     | parrocchie |
| ---- | ----------- | ----------- | ----------- | ---------- | ---------- | ---------- | ------------------------- | ------- | --------- | --------- | ---------- |
| 1999 | 20.000      | 109.500     | 18,3        | 35         | 25         | 10         | 571                       |         | 12        | 160       | 45         |
| 2000 | 20.129      | 1.220.129   | 1,6         | 36         | 20         | 16         | 559                       |         | 18        | 182       | 45         |
| 2001 | 22.000      | 1.272.000   | 1,7         | 37         | 20         | 17         | 594                       |         | 19        | 184       | 47         |
| 2002 | 23.618      | 2.015.000   | 1,2         | 38         | 19         | 19         | 621                       |         | 21        | 187       | 48         |
| 2003 | 24.112      | 2.016.494   | 1,2         | 39         | 20         | 19         | 618                       |         | 21        | 190       | 50         |
| 2004 | 24.429      | 2.022.675   | 1,2         | 44         | 21         | 23         | 555                       |         | 27        | 192       | 50         |
| 2009 | 29.125      | 2.058.180   | 1,4         | 57         | 30         | 27         | 510                       |         | 30        | 233       | 51         |
| 2010 | 29.673      | 2.071.258   | 1,4         | 63         | 36         | 27         | 471                       |         | 30        | 245       | 55         |
| 2014 | 28.400      | 1.915.326   | 1,5         | 65         | 40         | 25         | 436                       |         | 28        | 215       | 59         |
| 2017 | 25.000      | 2.010.200   | 1,2         | 63         | 41         | 22         | 396                       |         | 22        | 273       | 58         |
| 2020 | 30.590      | 2.081.700   | 1,5         | 81         | 59         | 22         | 377                       |         | 22        | 280       | 57         |
| 2022 | 30.799      | 2.110.000   | 1,5         | 80         | 57         | 23         | 384                       |         | 48        | 313       | 57         |